# Tiago Çukur
Tiago Süer Barbaros Çukur (Amsterdam, 30 november 2002) is een Turks-Nederlandse voetballer die doorgaans speelt als centrumspits. Çukur debuteerde in 2022 in het Turks voetbalelftal.

## Clubcarrière
Tiago Çukur begon met voetballen bij lokale verenigingen PSCK en ZVV Zaanlandia. In 2012 stapte hij over naar AVV Zeeburgia, totdat hij de interesse trok van de jeugdopleiding van Feyenoord en in 2016 de overstap maakte naar de Rotterdam. In 2018 keerde hij terug naar zijn eigen regio en kreeg een plek bij het onder 17 elftal van AZ Alkmaar. Begin 2021 verhuisde hij naar Engeland om zich bij het onder 23 elftal van Watford FC te voegen.

### Watford
In de zomer van 2021 werd Çukur verhuurd aan Doncaster Rovers FC, dat toen uitkwam op EFL League One, het derde niveau van Engeland. Na een halfjaar werd zijn huurconctract opgezegd. Hij wist eenmaal te scoren in 21 wedstrijden in zijn eerste seniorenseizoen. Voor Watford kwam hij niet in actie.

### Fenerbahçe
Op 14 juli 2022 tekende hij een vierjarig contract bij de Turkse grootmacht Fenerbahçe. Nog voor hij een wedstrijd kon spelen werd hij verhuurd aan de Belgische tweedeklasser FCV Dender EH. In 2023 werd hij weer verhuurd, ditmaal aan KSK Beveren, dat midden in het seizoen zijn huurcontract ontbond. Hij werd daarop verhuurd aan Ümraniyespor.

### Roda JC
Na drie verhuurperiodes bij Fenerbahçe stapte hij over naar Roda JC Kerkrade, dat uitkwam in de Eerste divisie. Hij scoorde hij in de openingswedstrijd van het seizoen 2024/25 meteen zijn eerste doelpunt, in een met 6-1 verloren wedstrijd tegen Jong AZ. Hij sloot dat seizoen af met zes goals uit 31 wedstrijden.

## Internationale carrière
Çukur heeft zowel de Turkse- als de Nederlandse nationaliteit. Hij doorliep de jeugdelftallen van Turkije. Op 14 juni 2022 mocht hij zijn debuut maken voor het Turks voetbalelftal in de UEFA Nations League 2022/23 Divisie C wedstrijd tegen Litouwen.

## Statistieken
| Seizoen | Club                  | Competitie            | Competitie | Competitie | Beker | Beker | Overig | Overig | Totaal | Totaal |
| Seizoen | Club                  | Competitie            | Wed.       | Dlp.       | Wed.  | Dlp.  | Wed.   | Dlp.   | Wed.   | Dlp.   |
| ------- | --------------------- | --------------------- | ---------- | ---------- | ----- | ----- | ------ | ------ | ------ | ------ |
| 2021/22 | → Doncaster Rovers FC | League One            | 21         | 1          | 5     | 0     | 0      | 0      | 26     | 1      |
| 2022/23 | → FCV Dender EH       | Challenger Pro League | 25         | 5          | 1     | 0     | 0      | 0      | 26     | 5      |
| 2023/24 | → KSK Beveren         | Challenger Pro League | 18         | 0          | 1     | 0     | 0      | 0      | 19     | 0      |
| 2023/24 | → Ümraniyespor        | 1. Lig                | 9          | 2          | 0     | 0     | 0      | 0      | 9      | 2      |
| 2024/25 | Roda JC Kerkrade      | Eerste divisie        | 31         | 6          | 1     | 0     | 0      | 0      | 32     | 6      |
| 2025/26 | Fatih Karagümrük      | Süper Lig             | 0          | 0          | 0     | 0     | 0      | 0      | 0      | 0      |
| Totaal  | Totaal                | Totaal                | 104        | 14         | 8     | 0     | 0      | 0      | 112    | 14     |

Bijgewerkt op 28 mei 2025.